# Хэллоуэлл (Мэн)
Хэллоуэлл (англ. Hallowell) — город в округе Кеннебек, штат Мэн, США. Является частью метрополитенского статистического ареала Огаста-Уотервилл. Согласно данным переписи населения США 2010 года, население города составляет 2381 человек.

## Этимология
Современное название связано с именем Бенджамина Хэллоуэлла (Benjamin Hallowell), богатого бостонского торговца, владевшего землями, на которых было основано первое поселение, положившее начало городу.

## История
Основателем поселения, которое на раннем этапе своего существования называлось Хук (Hook), считается дьякон Пиз Кларк, переселившийся в эти места вместе с семьёй в 1762 году из Эттлборо, штат Массачусетс. Поселение получило самоуправление 26 апреля 1771 года. В 1797 году из территории Хэллоуэлла выделена Огаста, будущий административный центр штата Мэн. 17 февраля 1852 года Хэллоуэллу был присвоен статус города (city). В XIX веке город был центром добычи и обработки гранита, деревообрабатывающей промышленности, производства ледяных блоков, а также кораблестроения.

## География
Город находится в юго-западной части штата, на правом берегу реки Кеннебек, к югу от Огасты, административного центра штата. Абсолютная высота — 18 метров над уровнем моря.

Согласно данным бюро переписи населения США, площадь территории города составляет 15,77 км², из которых, 15,23 км² приходится на сушу и 0,54 км² (то есть 3,42 %) на водную поверхность.

Климат Хэллоуэлла влажный континентальный (Dfb в классификации климатов Кёппена), с морозной, снежной зимой и теплым летом.

## Демография
По данным переписи населения 2010 года в Хэллоуэлле проживало 2381 человек (1102 мужчины и 1279 женщин), 556 семей, насчитывалось 1193 домашних хозяйств и 1329 единица жилого фонда. Средняя плотность населения составляла около 156,3 человека на один квадратный километр.

Расовый состав города по данным переписи распределился следующим образом: 95,46 % — белые, 0,67 % — афроамериканцы, 0,55 % — коренные жители США, 1,47 % — азиаты, 0,13 % — представители других рас, 1,72 % — две и более расы. Число испаноязычных жителей любых рас составило 1,13 %.

Из 1193 домашних хозяйств в 17,5 % — воспитывали детей в возрасте до 18 лет, 36,3 % представляли собой совместно проживающие супружеские пары, в 6,9 % семей женщины проживали без мужей, в 3,4 % семей мужчины проживали без жён, 53,4 % не имели семьи. 45,8 % от общего числа семей на момент переписи жили самостоятельно, при этом 20,2 % составили одинокие пожилые люди в возрасте 65 лет и старше. Средний размер домашнего хозяйства составил 1,89 человека, а средний размер семьи — 2,63 человека.

Население города по возрастному диапазону по данным переписи 2010 года распределилось следующим образом: 14 % — жители младше 18 лет, 5,8 % — между 18 и 24 годами, 22,3 % — от 25 до 44 лет, 33,4 % — от 45 до 64 лет и 24,5 % — в возрасте 65 лет и старше. Средний возраст жителей составил 50,5 года.

## Известные уроженцы
- Абботт, Джейкоб (1803—1879) — американский писатель.